# Alžběta Anna Setonová
Elizabeth Ann Bayley Seton, SC (28. srpna 1774, New York – 4. ledna 1821, Emmitsburg, Maryland) byla americká řeholnice, zakladatelka a členka kongregace Milosrdných sester svaté Alžběty. Katolická církev ji uctívá jako světici.

## Život

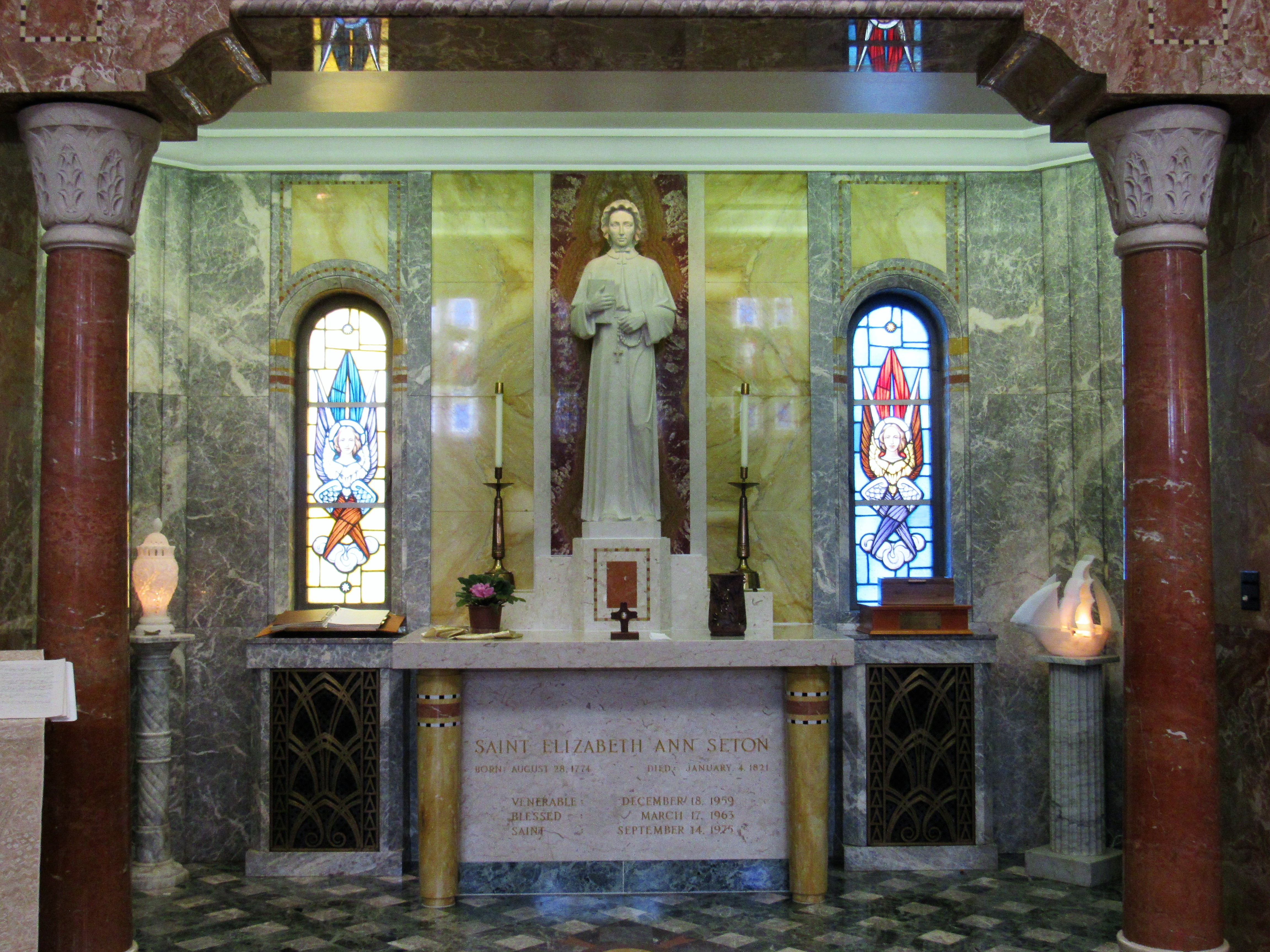
Její hrobka v Emmitsburgu

Narodila se do rodiny anglikánského kněze. Později patřila její rodina k biskupské církvi. Dne 25. ledna 1794 se provdala za Williama Magee Setona, se kterým měla jednoho syna a několik adoptovaných dětí. Roku 1803 ovdověla, načež konvertovala do katolické církve. Její dětství bylo poznamenáno ztrátou matky, již v raném věku. Je zakladatelkou řeholní kongregace Milosrdných sester svaté Alžběty první americké římskokatolické školy a sirotčince v Emmitsburgu. Tato kongregace dala postupem času vznik dalším šesti novým řeholním společenstvím římskokatolické církve, které po vzoru sv. Alžběty Durynské provozovaly také školy a sirotčince, kde se učilo mnoho dětí zdarma.
Svůj život zasvětila pomoci potřebným a celoživotní prací zaměřenou na šíření církve, tím dala základ pro vznik dalších škol a nemocnic. Jednu z nich založil po její smrti synovec J. R. Bayley. Škola je známá pod názvem Seton Hall University a byla oficiálně založena dne 1. září 1856 arcidiecézí Newark biskupem Jamesem Rooseveltem Bayley, což byl bratranec prezidenta Theodore Roosevelta. Biskup Bayley pojmenoval instituci po ní.
Zemřela na tuberkulózu 4. ledna 1821. Dnes jsou její pozůstatky pohřbeny v národní svatyni Saint Elizabeth Ann Seton v Emmitsburgu. Po její smrti byly řádem sester zakládány stejné sirotčince a řeholní řády na severu Ameriky, v Cincinnati, v New Orleansu a také byla založena první nemocnice na západ od řeky Mississippi v St. Louis.

## Úcta
Její beatifikační proces započal roku 1907. Roku 1958 ji papež Jan XXIII. podepsáním dekretu o jejích hrdinských ctnostech prohlásil za ctihodnou.
Blahořečena byla dne 17. března 1963 v bazilice sv. Patra Janem XXIII. Dne 14. září 1975 ji na Svatopetrském náměstí papež Pavel VI. svatořečil.
Její památka je připomínána 4. ledna. Bývá zobrazována v řeholním oděvu. Je patronkou námořníků a vdov. Je také uctívána v biskupské církvi.